# بينهيروس لكرة السلة
بينهيروس لكرة السلة هو فريق كرة سلة برازيلي تأسس في 1899. يلعب في الدوري البرازيلي لكرة السلة، دوري الأمريكتين لكرة السلة.

## وصلات خارجية
- الموقع الإلكتروني